# Hrvatska Kostajnica
Hrvatska Kostajnica (Hongaars: Kosztajnica; Duits: Castanowitz; Italiaans: Costainizza)  is een stad en gemeente in de Kroatische provincie Sisak-Moslavina. Hrvatska Kostajnica telt 2746 inwoners (2001).
De rivier de Sava scheidt Hrvatska Kostajnica van Bosanska Kostajnica, dat tot Bosnië en Herzegovina behoort. Tussen 1991 en augustus 1995 viel de plaats onder het gezag van de Republiek van Servisch Krajina. De Kroaten werden toen uit de stad verdreven; zij konden pas vanaf augustus 1995 terugkeren.

## Plaatsen in de gemeente
Čukur, Hrvatska Kostajnica, Panjani, Rausovac, Rosulje, Selište Kostajničko en Utolica.
Steden (gradovi): Sisak · Glina · Hrvatska Kostajnica · Kutina · Novska · Petrinja

Gemeenten (općine): Donji Kukuruzari · Dvor · Gvozd · Hrvatska Dubica · Jasenovac · Lekenik · Lipovljani · Majur · Martinska Ves · Popovača · Sunja · Topusko · Velika Ludina